# Charlotte Lorgeré
Charlotte Lorgeré, née le 25 août 1994 à Pabu dans les Côtes-d'Armor, est une footballeuse internationale française évoluant au poste de défenseure au Canet-en-Roussillon.

## Biographie

### Carrière en club
Charlotte Lorgeré commence le football à l'âge de 6 ans, à Trégunc, en Bretagne. Elle passe par plusieurs clubs de sa région puis en 2009 par le Perpignan Canet FC. Elle rejoint cette année-là le Pôle France et commence sa carrière sénior, en première division, avec le club de Saint-Brieuc lors de la saison 2009-2010. Elle joue ensuite une saison au Toulouse FC.
En 2011, elle rejoint l'AS Saint-Étienne. Elle évolue quatre saisons avec cette équipe, disputant une cinquantaine en matchs en Division 1. Elle devient joueuse de l'EA Guingamp en mai 2015, pour deux ans,. En 2016, elle prolonge son contrat jusqu'en juin 2019. Lors de la saison 2018-2019, elle est déléguée club de l'UNFP au sein de l'EA Guingamp. Sa saison 2018-2019 se termine prématurément en mars en raison de sa blessure au genou en équipe de France B. En juin, toujours en rééducation, elle signe au FC Metz pour une saison. Elle ne disputera qu'un match avec l'équipe messine. En mai 2020, elle rejoint le FC Nantes évoluant en D2.
En juillet 2023, elle signe au RC Lens où elle rejoint Sarah M'Barek, son ancienne entraineur à Guingamp.

### Carrière en sélection
Elle reçoit deux sélections en équipe de France des moins de 16 ans lors de l'année 2010. Elle joue ensuite en équipe de France des moins de 17 ans entre 2009 et 2011 (16 sélections), puis reçoit dix sélections en équipe de France des moins de 19 ans entre 2012 et 2013. Elle dispute ensuite un match avec l'équipe de France des moins de 20 ans en 2014, avant de se voir sélectionner en équipe de France B à compter de 2016.
Elle atteint la finale du championnat d'Europe des moins de 17 ans en 2011, en étant battue par l'Espagne.
Elle est appelée pour la première fois en équipe de France A, par Corinne Diacre, en septembre 2017, elle se blesse cependant lors du stage. Elle est rappelée un mois plus tard, à cette occasion elle vit sa première sélection lors du match France-Ghana le 23 octobre.
Avec l'équipe de France B, elle remporte en Turquie l'Alanya Cup 2018 puis la Turkish Cup 2019. Lors de finale de ce dernier tournoi, le 7 mars 2019, elle se blesse gravement dès le début du match, victime d'une rupture du ligament croisé antérieur du genou droit.
Réserviste de l'armée, Charlotte Lorgeré fait partie de l'équipe de France militaire championne du monde en 2016, à Vannes, en Bretagne,.

#### Médias
Elle commente avec Fabien Lévêque ou Lucie Guillotin des rencontres de la Coupe du monde féminine de football 2023, diffusée sur France TV, et notamment l'ensemble des matchs de l'Equipe de France.
A la rentrée 2023, elle rejoint L'Equipe 21 en tant que chroniqueuse dans L'Equipe de Greg. Pendant l'été 2023, elle intervient régulièrement pour parler de la Coupe du Monde.

## Palmarès
France -17 ans
- Finaliste du championnat d'Europe des moins de 17 ans en 2011

 AS Saint-Étienne
- Finaliste de la Coupe de France en 2014

## Statistiques
| Saison                | Club                  | Championnat           | Championnat | Championnat | Coupe(s) nationale(s) | Coupe(s) nationale(s) | Total | Total |
| Saison                | Club                  | Division              | M.          | B.          | M.                    | B.                    | M.    | B.    |
| 2009-2010             | Stade briochin        | Division 1            | 6           | 0           | 1                     | 0                     | 7     | 0     |
| Sous-total            | Sous-total            | Sous-total            | 6           | 0           | 1                     | 0                     | 7     | 0     |
| 2010-2011             | Toulouse FC           | Division 1            | 19          | 1           | 2                     | 0                     | 21    | 1     |
| Sous-total            | Sous-total            | Sous-total            | 19          | 1           | 2                     | 0                     | 21    | 1     |
| 2011-2012             | AS Saint-Étienne      | Division 1            | 13          | 0           | 0                     | 0                     | 13    | 0     |
| 2012-2013             | AS Saint-Étienne      | Division 1            | 17          | 1           | 6                     | 1                     | 23    | 2     |
| 2013-2014             | AS Saint-Étienne      | Division 1            | 8           | 0           | 1                     | 0                     | 9     | 0     |
| 2014-2015             | AS Saint-Étienne      | Division 1            | 13          | 0           | 4                     | 0                     | 17    | 0     |
| Sous-total            | Sous-total            | Sous-total            | 51          | 1           | 11                    | 1                     | 62    | 2     |
| 2015-2016             | EA Guingamp           | Division 1            | 18          | 1           | 3                     | 0                     | 21    | 1     |
| 2016-2017             | EA Guingamp           | Division 1            | 22          | 0           | 2                     | 0                     | 24    | 0     |
| 2017-2018             | EA Guingamp           | Division 1            | 21          | 0           | 1                     | 1                     | 22    | 1     |
| 2018-2019             | EA Guingamp           | Division 1            | 17          | 0           | 2                     | 0                     | 19    | 0     |
| Sous-total            | Sous-total            | Sous-total            | 78          | 1           | 8                     | 1                     | 86    | 2     |
| 2019-2020             | FC Metz               | Division 1            | 1           | 0           | 0                     | 0                     | 1     | 0     |
| Sous-total            | Sous-total            | Sous-total            | 1           | 0           | 0                     | 0                     | 1     | 0     |
| 2020-2021             | FC Nantes             | Division 2            | 6           | 0           | 0                     | 0                     | 6     | 0     |
| 2021-2022             | FC Nantes             | Division 2            | 20          | 1           | 5                     | 0                     | 25    | 1     |
| 2022-2023             | FC Nantes             | Division 2            | 20          | 1           | 2                     | 0                     | 22    | 1     |
| Sous-total            | Sous-total            | Sous-total            | 46          | 2           | 7                     | 0                     | 53    | 2     |
| 2023-2024             | RC Lens               | Division 2            | 16          | 0           | 1                     | 0                     | 17    | 0     |
| Sous-total            | Sous-total            | Sous-total            | 16          | 0           | 1                     | 0                     | 17    | 0     |
| Total sur la carrière | Total sur la carrière | Total sur la carrière | 217         | 5           | 30                    | 2                     | 247   | 7     |